# Pontiac Aztek
Pour les articles homonymes, voir Aztec.
L'Aztek est un Crossover-SUV de taille moyenne produit par le constructeur américain Pontiac. Il fut commercialisé de juillet 2000 à 2005 uniquement pour le marché nord-américain.

## Concept-car
À la fin des années 1990, le marché du SUV étant en pleine expansion, Pontiac, propriété de General Motors, se doit de proposer son propre modèle afin de s'adapter à la transformation du marché.
C'est dans cette optique que le concept-car Pontiac Aztek fait son apparition en 1999. Il reçoit un accueil très positif qui convainc le constructeur à démarrer une production de série.
Ce concept original mise sur la polyvalence, mêlant l'image d'un SUV de loisirs, l'habitabilité d'un monospace et la capacité de chargement d'un pick-up.
La production de l'Aztek démarre en 2000 avec le slogan « Très probablement le véhicule le plus polyvalent sur la planète ».

## Production de série
L'Aztek est produit dans l'usine d'assemblage de General Motors de Ramos Arizpe (en) au Mexique. Il partage sa ligne d'assemblage avec le Buick Rendezvous, un autre SUV du groupe.
Au Canada, il remplit le vide laissé depuis l'arrêt du Pontiac Sunrunner (Une version re-badgée du Chevrolet Tracker) en 1997. Aux États-Unis et au Mexique, l'Aztek est le premier SUV vendu sous la marque Pontiac.
L'Aztek est disponible avec le seul moteur General Motors V6 LA1 3,4 litres développant 185 ch. Il est également équipé d'une boîte automatique à 4 rapports et se décline soit en traction ou, en option, avec le système 4 roues motrices Versatrak.
Souffrant d'une motorisation poussive, d'un design original mais qui semble rebuter la clientèle, d'un tarif de vente élevé et d'une finition déficiente, l'Aztek n'atteindra jamais les prévisions de vente fixées par General Motors de 75 000 unités par an.
| Carrière aux États-Unis | Carrière aux États-Unis |
| Année                   | Ventes                  |
| ----------------------- | ----------------------- |
| 2000                    | 11 201                  |
| 2001                    | 27 322                  |
| 2002                    | 27 793                  |
| 2003                    | 27 354                  |
| 2004                    | 20 588                  |
| 2005                    | 5 020                   |
| 2006                    | 347                     |

## Motorisation
| Essence | Essence             | Essence   | Essence                        | Essence                | Essence  |
| Modèle  | Cylindres/ Soupapes | Cylindrée | Puissance maxi                 | Couple maxi            | Vmax     |
| ------- | ------------------- | --------- | ------------------------------ | ---------------------- | -------- |
| V6 3.4  | 6/12                | 3 350 cm3 | 138 kW (185 ch) à 5 200 tr/min | 285 N m à 4 000 tr/min | 174 km/h |

## Sécurité
L'association américaine Insurance Institute for Highway Safety (IIHS) a délivré la mention "Marginal" () au test de collision frontale déportée.
En 2004, la National Highway Traffic Safety Administration(NHTSA) lui attribue les notes suivantes :
- Collision frontale côté conducteur :  [8]
- Collision frontale côté passager :  [8]
- Collision latérale côté conducteur :  [9]
- Collision latérale côté passager :  [9]

## Critiques
L'Aztek fut fortement critiqué pour son style extérieur.
- Le magazine américain Time le nomme en 2007 dans sa liste des 50 pires automobiles de tous les temps[10] ainsi qu'en mai 2010 dans son Top 50 des pires inventions de tous les temps[11].

- Un sondage dans le quotidien britannique Daily Telegraph en août 2008 classe l'Aztek à la première place des 100 voitures les plus laides[12].

- L'hebdomadaire allemand d'investigation Der Spiegel inclut le véhicule dans son Top 10 des voitures les plus laides de tous les temps[13].

## Dans la culture
- Le personnage principal Walter White (joué par Bryan Cranston) de la série Breaking Bad conduit une Aztek.
- L'Aztek apparait plusieurs fois dans la série Mentalist, en général, elle est conduite par Teresa Lisbon.
- L'acteur américain Colby Donaldson a gagné un Aztek comme récompense lors de la finale d'une saison de l’émission de télévision américaine Survivor[14].
- Il est mentionné dans l'épisode Dans la crevasse de la série télévisée 30 Rock.
- Il est également conduit par le personnage Logan Cale (joué par Michael Weatherly) dans la série télévisée Dark Angel.
- Il est aussi mentionné dans Top Gear (saison 21 épisode 05), pendant l'interview de Aaron Paul de Breaking Bad.
- Ce véhicule a été utilisé lors d’un épisode de Top Gear USA.
- On peut en apercevoir une (blanche) dans la scène d'ouverture du film La La Land.

## Galerie d'images

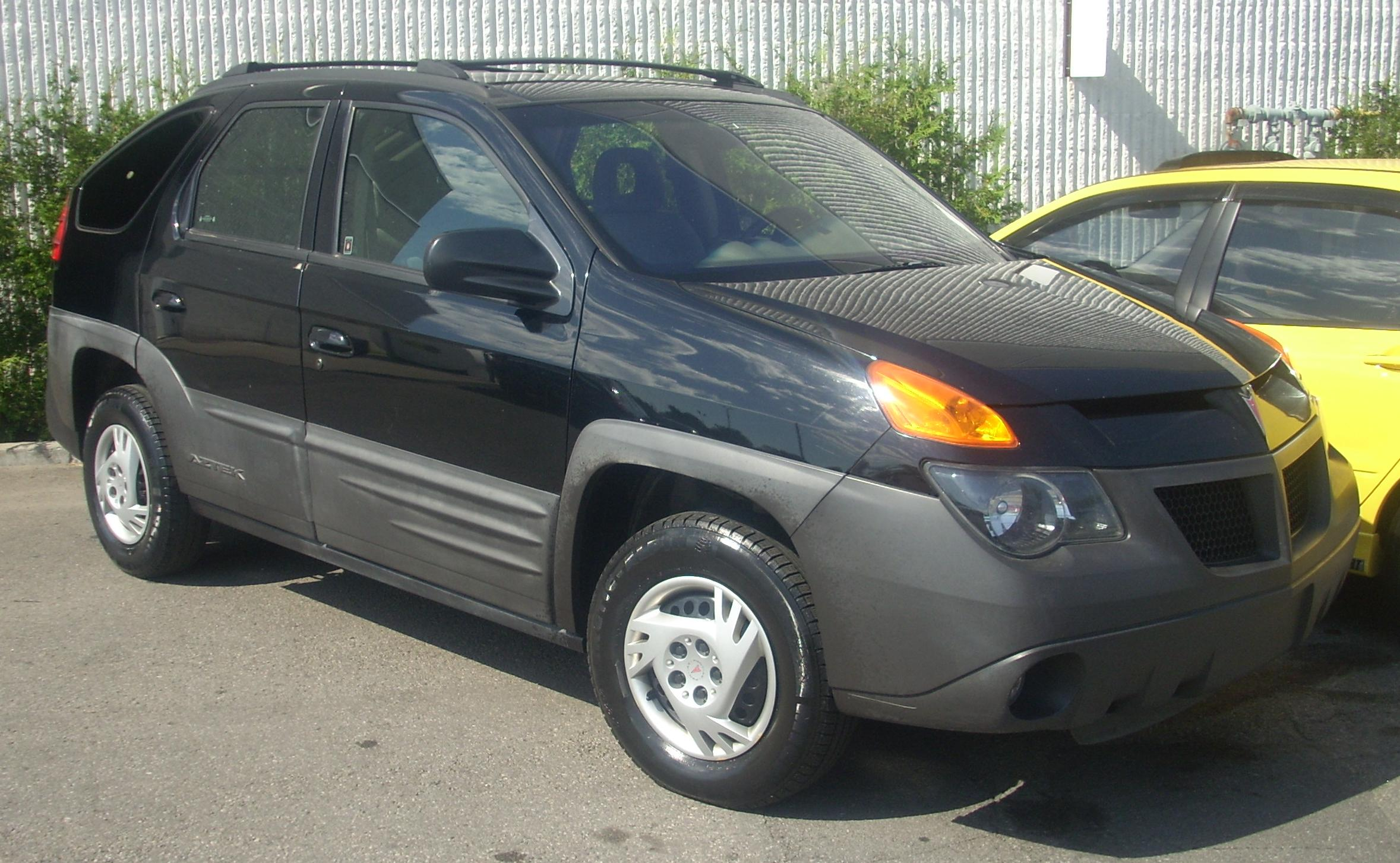
Pontiac Aztek vue de devant
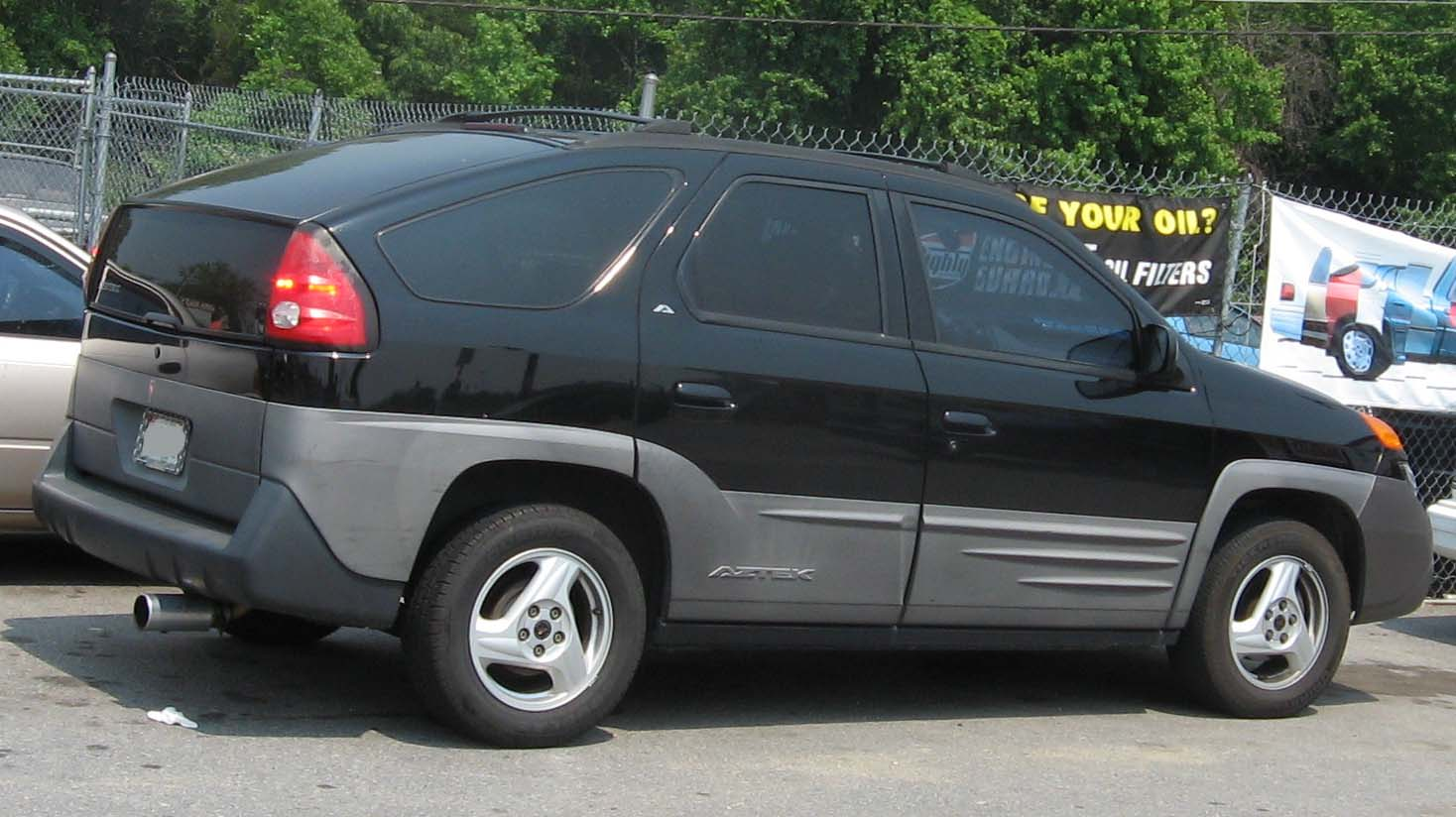
Pontiac Aztek vue de derrière
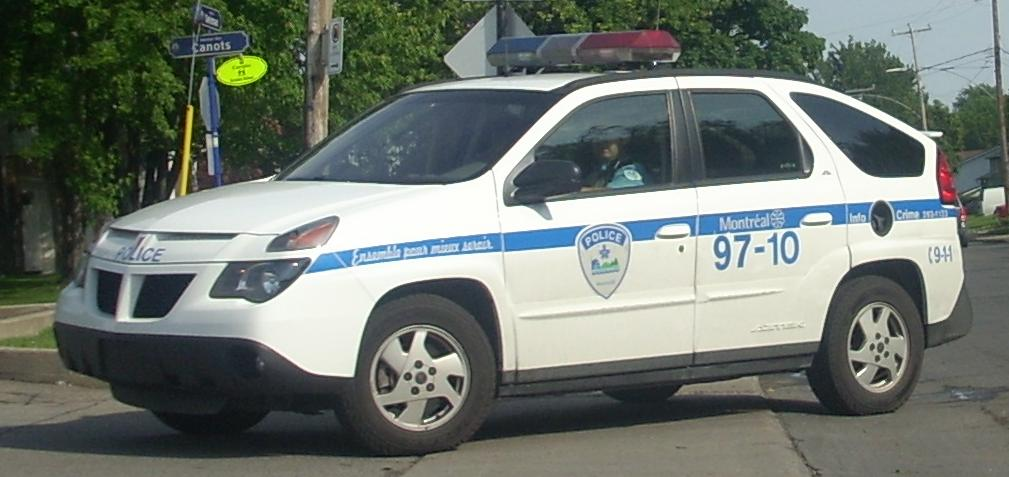
Pontiac Aztek (Police de Montréal)
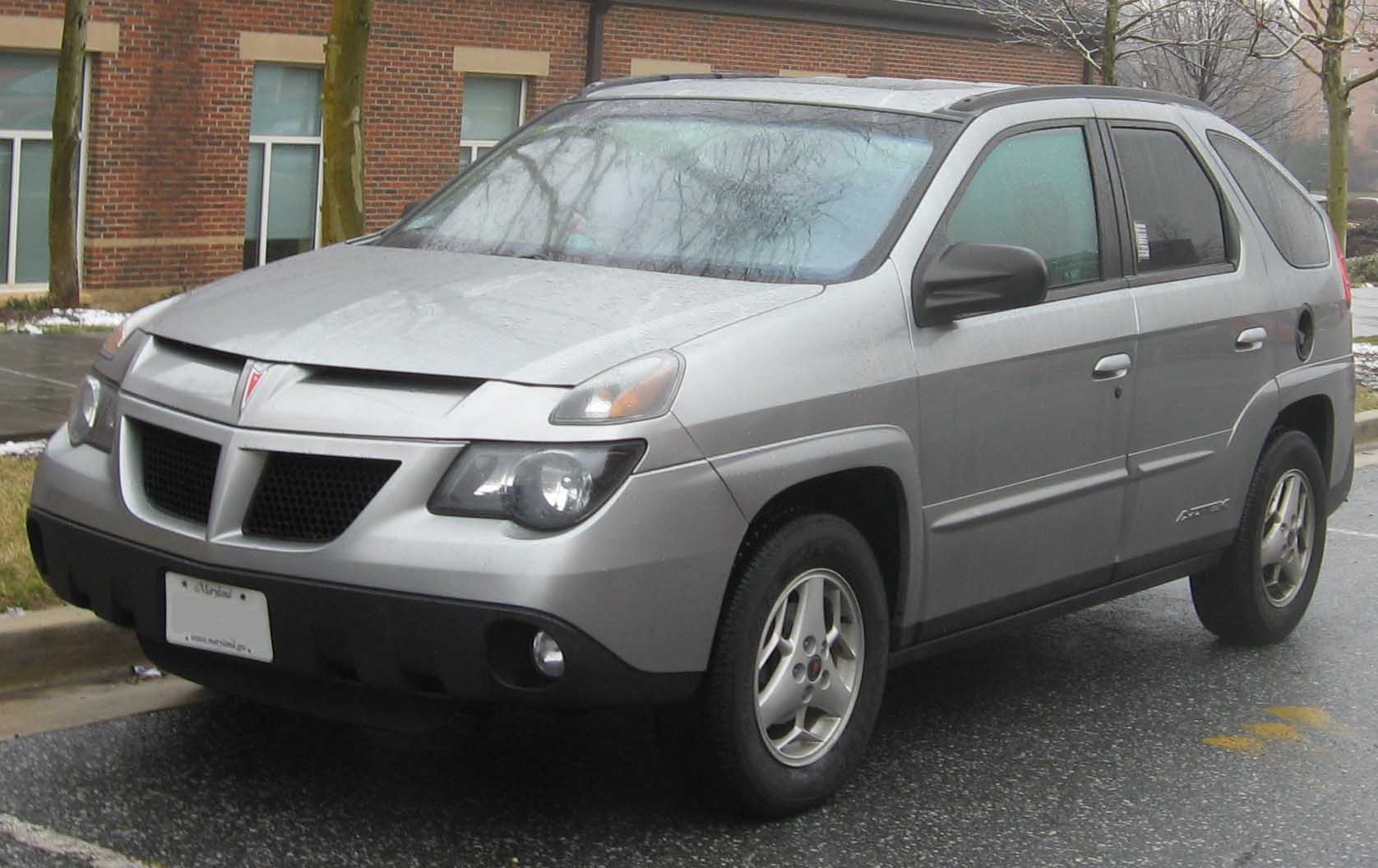
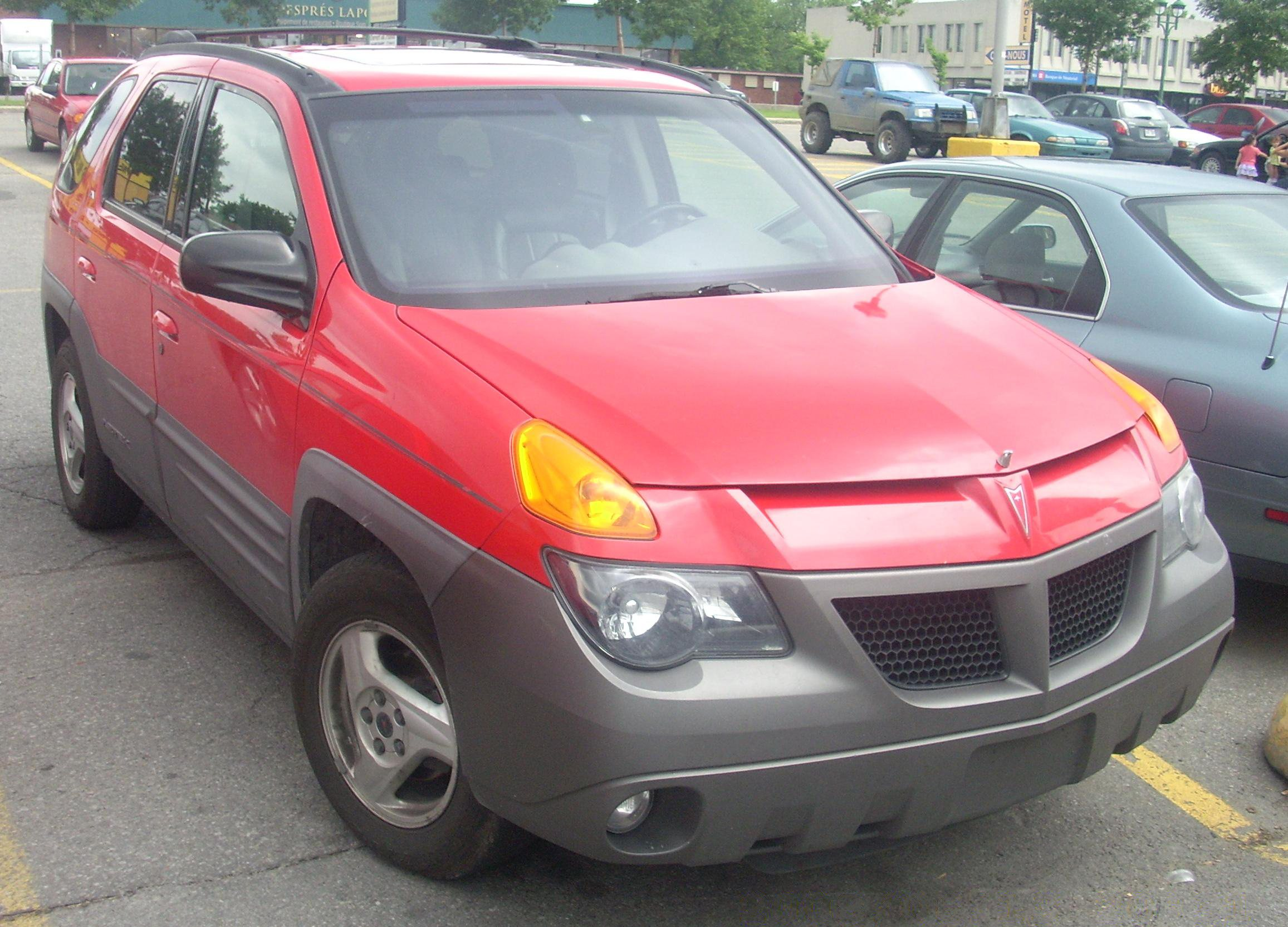